# Gran Premio Montelupo 1981
Il Gran Premio Montelupo 1981, diciassettesima edizione della corsa, si svolse l'11 luglio 1981 su un percorso di 210 km. La vittoria fu appannaggio dell'italiano Pierino Gavazzi, che completò il percorso in 5h30'00", precedendo i connazionali Roberto Ceruti e Franco Conti.
Sul traguardo di Montelupo Fiorentino 25 ciclisti portarono a termine la competizione. 

## Ordine d'arrivo (Top 10)
| Pos. | Corridore            | Squadra                | Tempo    |
| ---- | -------------------- | ---------------------- | -------- |
| 1    | Pierino Gavazzi      | Magniflex-Olmo         | 5h30'00" |
| 2    | Roberto Ceruti       | Gis Gelati-Campagnolo  | s.t.     |
| 3    | Franco Conti         | Selle San Marco-Wilier | s.t.     |
| 4    | Gabriele Landoni     | Gis Gelati-Campagnolo  | s.t.     |
| 5    | Giuseppe Montella    | Selle San Marco-Wilier | s.t.     |
| 6    | Silvano Cervato      | Santini-Selle Italia   | s.t.     |
| 7    | Marco Groppo         | Hoonved-Bottecchia     | s.t.     |
| 8    | Tranquillo Andreetta | Santini-Selle Italia   | s.t.     |
| 9    | Roberto Visentini    | Sammontana-Benotto     | s.t.     |
| 10   | Marino Amadori       | Magniflex-Olmo         | s.t.     |